# Nightfall (álbum)
Nightfall es el segundo álbum de la banda de Doom metal sueca Candlemass. Lanzado en 1987, es considerado como el mejor álbum de Doom metal jamás creado y el mejor disco de la banda. La razón de este éxito se debe en parte a los nuevos miembros que entraron a la banda; Messiah Marcolin (cantante), Lars Johansson (guitarra principal) y Jan Lindh (batería).
Originalmente, el álbum se iba a llamar Gothic Stone, pero Marcolin convenció a la banda de usar el título Nightfall. Marcolin también es responsable de la elección de la portada del álbum, la cual es una porción del cuadro The Journey of Life: Old Age, pintado en 1842 por Thomas Cole. Este álbum contiene la famosa canción de Candlemass, Bewitched (que se traduce a Embrujado), de la cual se hizo un vídeo musical.

## Lista de canciones
| N.º | Título                          | Duración |  |
| 1.  | «Gothic Stone (Instrumental)»   | 00:38    |  |
| 2.  | «The Well of Souls»             | 07:27    |  |
| 3.  | «Codex Gigas (Instrumental)»    | 02:20    |  |
| 4.  | «At the Gallows End»            | 05:48    |  |
| 5.  | «Samarithan»                    | 05:31    |  |
| 6.  | «Marche Funebre (Instrumental)» | 02:22    |  |
| 7.  | «Dark are the Veils of Death»   | 07:08    |  |
| 8.  | «Mourners Lament»               | 06:10    |  |
| 9.  | «Bewitched»                     | 06:38    |  |
| 10. | «Black Candles (Instrumental)»  | 02:18    |  |

## Miembros
- Messiah Marcolin – voz
- Lars Johansson – guitarra principal
- Mats Björkman – guitarra rítmica
- Leif Edling – bajo
- Jan Lindh – batería

## Curiosidades
- La canción The Well of Souls está inspirada en el Pozo de Almas de la película Raiders of the Lost Ark.
- La canción Bewitched es líricamente una re-interpretación del Flautista de Hamelín.
- En el video de Bewitched aparece Per Yngve Ohlin, conocido como Dead, quien luego sería el vocalista de la legendaria banda de Black metal noruego, Mayhem. Marcolin no se enteraría de este detalle hasta años después.

- Datos: Q2716029